# Platygaster acciculosis
Platygaster acciculosis är en stekelart som beskrevs av Drake 1970. Platygaster acciculosis ingår i släktet Platygaster och familjen gallmyggesteklar. Inga underarter finns listade i Catalogue of Life.